# Jumurdzsák
Jumurdzsák, más nevén Dervis bég szereplő, aki Gárdonyi Géza Egri csillagok című könyvében, illetve az abból készült azonos című filmben is szerepelt, alakját Bárdy György formálta meg. Szintén szerepet kapott a Jumurdzsák gyűrűje című interaktív játékban, valamint a könyvből készült Egri csillagok című musicalben. Hernádi Gyula: Egri csillagok háborúja című regényének is mellékszereplője. Arra, hogy Jumurdzsák valóban élt volna, nincs történelmi bizonyíték.
A török yumurcak (ejtése „jumurdzsák”) szó „vásott kölyköt” jelent, vélhetően utalva arra, hogy ezt a nevet gyerekkorában a janicsároktól kapta, akik között felnevelkedett.

## Élete az Egri csillagok alapján
Gárdonyi Géza Jumurdzsák korai éveiről nem sokat jegyez fel, de a regényből kikövetkeztethető, hogy valamikor 1509 körül született.
Azt lehet tudni – Jumurdzsák elmondásából –, hogy apja Oglu Mohamed budai pasa, testvére Arszlán bég, anyja magyar volt, ezért beszél magyarul is. Gyermekkorában került a janicsárok közé, majd több csatában is részt vett. Egy be nem azonosított korábbi sérülés miatt fél szemére megvakult, arcán egyik oldalon nagy forradás látható.
Stílusa alapjában véve behízelgő, de ha valamit el akar érni, nem idegen tőle a gonoszság sem.
A regénybeli első megjelenésekor elrabolja Bornemissza Gergelyt és Cecey Évát. Miután Gergőék megszöknek, és a Dobó István vezette csapat szétveri a törököket. Ebben a támadásban veszti el gyűrűjét. Az Egri csillagok történetének jelentős része e gyűrű köré épül fel, s magának Jumurdzsáknak életéről sem lehet írni anélkül, hogy a hozzá tartozó gyűrűről nem írnánk.
Jumurdzsák gyűrűjének köve szokatlanul nagy, négyszögletes fekete kő, sötét gránit vagy obszidián. Halványsárga kőből hold van rajta, körülötte öt apró gyémántcsillag.
Később Török Bálint megszöktetésére Isztambulba utazó Bornemisszáék egy karavánszerájban dervisként találkoznak vele. Itt megtudjuk, hogy miután Gábor pap elvette a gyűrűjét folyamatosan szerencsétlenségek érték, elszegényedett súlyosan megsebesült, karját átszúrták a csatában. Fogadalmat tesz, hogy háromszor elzarándokol Pécstől Mekkáig és ezeregy napot vezekel. 
A vitézség szerencse nélkül nem ér semmit. Én mindaddig vitéz voltam, míg megvolt az amulettem.
Egy haldokló, öreg bégtől kaptam én azt, csatatéren. Valami hősnek a lelke van benne.
Az a hős a próféta mellett harcolt. De a lelke most is harcol azzal, akinél a gyűrűje van. 
Azután rabul estem, és egy pap elvette tőlem. 
Míg az velem volt, nem fogott engem se golyó, se kard.
Mihelyt az nem volt velem, egyik seb a másik után ért! A tisztjeim gyűlöltek.
Apám, a híres Oglu Mohamed budai pasa, elkergetett. 
Bátyám, a híres Arszlán bég, összeveszett velem. 
A társaim megloptak. Rabságba is kerültem egypárszor. 
Elhagyott engem minden szerencse.
Évekkel később 1552-ben Sopronban tűnik fel, ahol magát kereskedőnek kiadva felkeresi Bornemisszáékat. Megtudja, hogy Bornemissza Egerbe ment, mivel ott török támadás várható. Csellel elrabolja Bornemisszáék gyermekét. Ekkor már - noha a gyűrűjét nem szerezte vissza - a balszerencsék elmúltak és dervisbégként újra sikeres katona. Az ostrom közben sikertelen alkudozásba, levelezésbe kezd a gyűrű visszaszerzéséért.
Utolsó feltűnése, amikor Cecey Évával karddal megvív. A regényből készült filmben egy magyar vitéz íjjal hátba lövi, majd amikor nyúl a gyűrűje után, mely Évától elgurult, a kezét is átlövik, így meghal anélkül, hogy elérné a gyűrűt. A regény szerint az utolsó ostrom után – félig agyonverve – a falak alatt találták meg. Későbbi életéről, haláláról Gárdonyi nem ír.